# Collema bachmanianum
Collema bachmanianum är en lavart som först beskrevs av Fink, och fick sitt nu gällande namn av Degel. Collema bachmanianum ingår i släktet Collema och familjen Collemataceae.  Arten är reproducerande i Sverige. Inga underarter finns listade i Catalogue of Life.